# Chironia elgonensis
Chironia elgonensis är en gentianaväxtart som beskrevs av Arthur Allman Bullock. Chironia elgonensis ingår i släktet Chironia och familjen gentianaväxter. Inga underarter finns listade i Catalogue of Life.